# Ben Waterhouse
Ben Waterhouse (Reino Unido; 27 de septiembre de 1979) es un ingeniero británico de Fórmula 1. Actualmente es el jefe de ingeniería de rendimiento del equipo Red Bull Racing.

## Carrera
Waterhouse estudió ingeniería automotriz en la Universidad de Loughborough, pero se dedicó al deporte de motor poco después de graduarse. Comenzó en Jaguar Racing en diciembre de 2003 como ingeniero de análisis estructural y pasó a la dinámica de vehículos cuando nació Red Bull Racing. Partió en 2008 para trabajar en BMW Sauber y formó parte de un talentoso grupo de ingenieros de rendimiento de vehículos como Loïc Serra y Pierre Waché que supervisó una serie de años memorables para el equipo suizo en los que fueron particularmente buenos a la hora de maximizar el rendimiento de los neumáticos Pirelli. En 2013, Waterhouse ascendió al puesto de Jefe de Rendimiento de Vehículos, pero dejó dicho puesto para buscar un nuevo desafío como Director Técnico Adjunto de la Scuderia Toro Rosso. Pasó tres años trabajando en el equipo de Faenza, antes de regresar a Red Bull en 2017, primero como subdirector de ingeniería de rendimiento antes de ascender a jefe de ingeniería de rendimiento en el verano de 2018.